# Konungabók
Konungabók (Księga Królów) – księga autorstwa Ariego Þorgilssona   zawierająca dzieje królów norweskich od początku dynastii Yngling do śmierci Haralda Sigurdssona. 
Księga jest zbiorem relacji mędrców m.in. Odda Kolssona, poematów genealogicznych i poetyckich oraz pieśni żałobnych i bitewnych. Przypuszcza się, że skompilował także krótsze Księgi Królewskie dotyczące Danii i być może Anglii.